# Helina shuensis
Helina shuensis är en tvåvingeart som beskrevs av Feng 2000. Helina shuensis ingår i släktet Helina och familjen husflugor.
Artens utbredningsområde är Sichuan (Kina). Inga underarter finns listade i Catalogue of Life.